# Hosa Neeralgi-M-Karadgi (New), Savanur
Hosa Neeralgi-M-Karadgi (New) là một làng thuộc tehsil Savanur, huyện Haveri, bang Karnataka, Ấn Độ.